# Lý Yến (nhà Kim)
Lý Yến (chữ Hán: 李晏, 1123 – 1197), tên tự là Trí Mĩ, người Cao Bình, Trạch Châu (nay là Cao Bình, Sơn Tây), quan viên nhà Kim trong lịch sử Trung Quốc. Ông có công góp ý cải cách hành chính thời Kim Thế Tông.

## Cuộc đời và sự nghiệp
Lý Yến tính cơ cảnh mẫn tiệp, lỗi lạc trọng nghĩa. Năm 1146 thời Kim Hy Tông, nhờ thi Kinh nghĩa mà đỗ tiến sĩ; sau đó được làm qua các chức vụ Nhạc Dương thừa, Liêu Dương phủ thôi quan, Trung Mưu lệnh.
Khi Hải Lăng vương sửa sang Biện Kinh, Lý Yến lãnh việc vận chuyển gỗ ở Hoàng Hà. Yến thấy Tam Môn hiểm trở, đề nghị Hành đài thả gỗ xuôi dòng, rồi đón bắt ở hạ du. Sau đó Yến rời chức vì vợ mất, trở lại thì được triệu bổ làm Thượng thư tỉnh lệnh sử; ông không nhận, ra làm Vệ Châu phòng ngự phán quan.
Kim Thế Tông vốn biết tài danh của ông, nên triệu làm Ứng phụng Hàn Lâm văn tự. Gặp dịp tế lễ Nam Giao, Yến được nhận tạm chức Thái Thường bác sĩ, ít lâu sau được thực thụ (Thái Thường tự là cơ quan phụ trách lễ nghi). Sau đó Yến được làm Cao Ly độc sách quan, trải qua 5 lần thăng chức, làm đến Bí thư thiếu giám, kiêm Thượng thư Lễ bộ lang trung, trừ chức Tây Kinh phó lưu thủ. Vì nhân tài Hàn Lâm thiếu thốn, Yến được triệu làm Hàn Lâm trực học sĩ, kiêm Thái thường thiếu khanh. Nhưng Yến phải chăm sóc mẹ già bệnh, nên nhận chức Trịnh Châu phòng ngự sử. Mẹ mất trước khi Yến trở về, sau đó được khởi dùng làm Hàn Lâm trực học sĩ.
Yến trình bày tình trạng khoa cử giới hạn số lượng, gây thiếu hụt nhân sự, khiến Thế Tông quyết định chọn người không giới hạn. Yến được cất nhắc Lại bộ thị lang, kiêm chức trước; ít lâu sau được làm Trung Đô lộ thôi bài sứ, thăng Hàn Lâm thị giảng học sĩ, kiêm Ngự sử trung thừa. Ít lâu sau Yến được làm Trung Đô lộ thôi bài sứ, thăng Hàn Lâm thị giảng học sĩ, kiêm Ngự sử trung thừa. Đó là vì Thế Tông cho rằng Yến già mà chưa mỏi, để ông phù tá Trung đô lưu thủ, Bân vương Hoàn Nhan Vĩnh Thành, kiêm phụ trách công việc của Ngự sử đài.
Lý Yến ở chức Ngự sử, tâu xin xá miễn cho dân lành phải làm nô tỳ của chùa Long Cung và nhà cố danh tướng Hoàn Nhan Mưu Diễn, Thế Tông nghe theo. Sau đó Yến làm phó sứ, đi nước Tống chúc mừng năm mới. Đến khi Thế Tông có bệnh, Yến nhận mệnh ở lại trong cung; bấy giờ chiếu, sách phát ra đều do ông soạn thảo.
Kim Chương Tông lên ngôi, đối đãi với Yến kính trọng; ông xin trí sĩ thì được đổi làm Lễ bộ thượng thư, kiêm Hàn Lâm học sĩ thừa chỉ. Sau 2 năm, lại xin trí sĩ, được thụ Thấm Nam quân tiết độ sứ; mãi về sau mới được trí sĩ. Chương Tông niệm tình cựu thần, lại khởi dùng Yến làm Chiêu Nghĩa quân tiết độ sứ. Năm 1195, Yến xin về, sau đó phát bệnh; triều đình lấy con trai ông là Tả tư viên ngoại lang Lý Trọng Lược làm Trạch Châu thứ sử, để tiện chăm sóc. Năm 1197, ông mất, hưởng thọ 75 tuổi, thụy là Văn Giản.

## Hậu nhân
- Con trai là Lý Trọng Lược, tự Giản Chi, sử cũ có truyện.